# Graellsia (revista)
Graellsia es una revista científica española fundada en 1943 por el Consejo Superior de Investigaciones Científicas. Sus temas de interés son la entomología y la zoología.
La revista Graellsia recibe su nombre en homenaje a Mariano de la Paz Graells. Desde su creación en 1943 y hasta 1987 fue una revista dedicada a la entomología Ibérica. A partir de aquel año, con el subtítulo de Revista de zoología, pasó a ser una revista de zoología en general. Posteriormente, restringió su ámbito científico y actualmente publica trabajos científicos originales e inéditos sobre la diversidad zoológica, con estudios sobre taxonomía, fauna, biogeografía, cronografía, evolución y conservación zoológicas. Asimismo publica, en sus correspondientes secciones, notas, noticias y recensiones.
Graellsia es una publicación que surge en el seno de la Instituto Español de Entomología, centro creado en 1941 e integrado por la biblioteca, colecciones y personal de la anterior Sección de Entomología del Museo Nacional de Ciencias Naturales (MNCN). Los fundadores de Graellsia, Gonzalo Ceballos y Fernández de Córdoba, Eduardo Zarco y Ramón Agenjo Cecilia expresen la necesidad de tener una revista que dirigida a las personas interesadas en el mundo de los insectos.
Los artículos publicados a Graellsia se someten a un proceso de evaluación de expertos externos a la institución. Graellsia aparece indexada en Web of Science, SCOPUS, CWTS Leiden Ranking (Journal indicators), AGRIS - International Information System for the Agricultural Sciences and Technology, LIFE - Life Sciences Collection Plus Marina Biology & Bioengineering Data Base, REDIB y DOAJ. Desde el año 2013 pasa a publicarse exclusivamente en formato electrónico.